# Twierdzenie o przekształceniu liniowym zadanym na bazie
Twierdzenie o przekształceniu liniowym zadanym na bazie – twierdzenie algebry liniowej mówiące o możliwości przedłużenia funkcji określonej na wektorach bazowych danej przestrzeni liniowej do przekształcenia liniowego określonego na całej przestrzeni. Dokładniej, jeżeli {\displaystyle B} jest bazą przestrzeni liniowej {\displaystyle V,} a {\displaystyle W} jest dowolną przestrzenią liniową nad tym samym ciałem co {\displaystyle V,} zaś {\displaystyle \mathrm {f} \colon B\to W} jest dowolną funkcją, to istnieje takie przekształcenie liniowe {\displaystyle \mathrm {T} \colon V\to W,} że {\displaystyle \mathrm {T} (\mathbf {b} _{i})=\mathrm {f} (\mathbf {b} _{i})} dla każdego elementu {\displaystyle \mathbf {b} _{i}} bazy {\displaystyle B.}

## Przykład
Aksjomat wyboru jest równoważny istnieniu bazy dowolnej przestrzeni liniowej. Ciało liczb rzeczywistych jest rozszerzeniem ciała liczb wymiernych; w szczególności {\displaystyle \mathbb {R} } jest przestrzenią liniową nad {\displaystyle \mathbb {Q} ,} której baza {\displaystyle B} (nazywana czasem bazą Hamela) jest mocy continuum. Korzystając z twierdzenia o przekształceniu liniowym zadanym na bazie można udowodnić istnienie nieciągłego rozwiązania równania Cauchy’ego, tj. istnienie takiej funkcji {\displaystyle f,} która spełniałaby równość {\displaystyle f(x+y)=f(x)+f(y)} dla wszystkich liczb rzeczywistych {\displaystyle x,y.} Prosta rzeczywista jest ośrodkowa (ośrodkiem jest np. zbiór liczb wymiernych), skąd każda funkcja ciągła na {\displaystyle \mathbb {R} } jest wyznaczona jednoznacznie przez swoje wartości na argumentach wymiernych. Oznacza to, że istnieje {\displaystyle |\mathbb {R} |^{|\mathbb {Q} |}={\mathfrak {c}}^{\aleph _{0}}=\left(2^{\aleph _{0}}\right)^{\aleph _{0}}=2^{\aleph _{0}\cdot \aleph _{0}}=2^{\aleph _{0}}={\mathfrak {c}}} funkcji ciągłych na {\displaystyle \mathbb {R} ,} przy czym symbole {\displaystyle \aleph _{0}} oraz {\displaystyle {\mathfrak {c}}} oznaczają odpowiednio pierwszą nieskończoną liczbę kardynalną oraz liczbę kardynalną continuum. Z drugiej strony istnieje {\displaystyle |\mathbb {R} |^{|B|}={\mathfrak {c}}^{\mathfrak {c}}} funkcji rzeczywistych, określonych na {\displaystyle B.} Z twierdzenia Cantora wynika, że {\displaystyle {\mathfrak {c}}^{\mathfrak {c}}\geqslant 2^{\mathfrak {c}}>{\mathfrak {c}}} (słaba nierówność jest w istocie równością). Do przekształcenia liniowego (spełniającego równanie Cauchy’ego z definicji) można przedłużyć dowolną funkcję {\displaystyle f\colon B\to \mathbb {R} .} Ponieważ jest ich więcej niż wszystkich funkcji ciągłych, to istnieją nieciągłe rozwiązania równania Cauchy’ego.